# Cilicaea calcarifera
Cilicaea calcarifera är en kräftdjursart som beskrevs av Keith Harrison och David Malcolm Holdich 1984. Cilicaea calcarifera ingår i släktet Cilicaea och familjen klotkräftor. Inga underarter finns listade i Catalogue of Life.